# Pedivigliano
Pedivigliano község (comune) Olaszország Calabria régiójában, Cosenza megyében.

## Fekvése
A megye déli részén fekszik, a Savuto völgyében. Határai: Altilia, Colosimi, Decollatura, Motta Santa Lucia, Scigliano és Soveria Mannelli.
A település a Savuto folyó völgyében fekszik.

## Története
A település első említése a 15. század elejéről származik. A következő századokban nemesi birtok volt. 1811-ben, amikor Joachim Murat felszámolta a feudalizmust a Nápolyi Királyságban, Scigliano része lett, majd 1937-től független község.

## Népessége
A népesség számának alakulása:

## Főbb látnivalói
- San Pietro e Paolo-templom
- San Francesco d’Assisi-templom
- Santa Maria Assunta-katedrális